# Elektrarna na plimovanje Sihwa
Sihwa elektrarna na plimovanje je največja elektrarna na plimovanje na svetu s kapaciteto 254 MW, malce več pri francoski Rance  ki je bila največja 45 let.
Elektrarna uporablja prepreko, ki so jo zgradili leta 1994 za agrikulturno uporabo in preprečevanje poplav. Uporablja 10 turbin z močjo 25,4 MW, ki so potopljene pod vodo. Posebnost je, da se generira elektrika samo ko voda teče v zbiralnik. Ta način je sicer manj energetsko manj efektiven, vendar so tako rešili več drugih problemov.
Elektrarna proizvaja elektriko in ugodno vpliva na ekologijo področja. Ko so zgradili prepreko, je nastalo jezero Sihwa. S časom  se je v jezeru nabrali polutanti in voda ni bila primerna za kmetijstvo. Leta 2004 so spustili slano vodo v jezero in ga tako očistili
Cena projekta je 313,5 milijard Južnokorejskih won-ov ($S293 milijonov), okrog $1 milijon na MW. Povprečno plimovanje je 5,6 metrov, spomladi pa do 7,8 metrov. Sprva so načrtovali 43 km2 (17 sq mi) velik zbiralnik, ki se ga pozneje zmanjšali na 30 km2 (12 sq mi) z reklamacijo zemlje.